# Джейкобсен, Стефани
Стефани Чавес-Джейкобсен (англ. Stephanie Chaves-Jacobsen; 22 июня 1980 года) — австралийская актриса, получившая наибольшую известность за исполнение роли Лорен Янг в сериале «Мелроуз-Плейс».

## Личная жизнь
Джейкобсен родилась в Гонконге, когда тот ещё был Британской колонией. Её предки — англичане, китаец и норвежцы со стороны отца, и выходцы из Восточной Азии со стороны матери. Семья Джейкобсен переехала в Австралию, когда девочке было 12 лет. Училась в Университете Сиднея, окончила его с отличием по философии и английской литературе.

## Карьера
Карьера актрисы началась с роли Шарлотты Адамс в австралийской мыльной опере «Дома и в пути», где она снималась с 2001 по 2002 года. Позже снялась в сериале «На краю Вселенной» и комедии «Пицца» канала SBS, попутно принимая участие в съёмках различных рекламных роликов.
В 2007 году Джейкобсен получила роль Кендры Шоу в телевизионном фильме «Звёздный крейсер „Галактика“: Лезвие». Также сыграла будущую подружку Сэма Тайлера в оригинальном пилоте американского сериала «Жизнь на Марсе».
В 2008 году она снялась в сериале «Терминатор: Битва за будущее», где сыграла Джесси, подругу Дерека Риза и участницу сопротивления. Затем последовала роль Йоши в «Гробнице Дьявола».
В апреле 2009 года канал The CW объявил, что Стефани получила роль студентки-медика и начинающей проститутки Лорен Янг в сериале «Мелроуз-Плейс». В 2010 Джейкобсон снялась в фантастическом фильме «Квантовый апокалипсис». В 2011 году актриса появилась во втором эпизоде девятого сезона шоу «Два с половиной человека» в роли Пенелопы, бывшей подруги Чарли.

## Фильмография

### Кино
| Кино | Кино             | Кино             | Кино          | Кино       |
| Год  | Название         | В оригинале      | Роль          | Примечания |
| ---- | ---------------- | ---------------- | ------------- | ---------- |
| 2018 | Оккупация        | англ. Occupation | Амели Чамберс |            |
| 2012 | Я, Алекс Кросс   | англ. Alex Cross | Фан Ю         |            |
| 2009 | Гробница Дьявола | The Devil’s Tomb | Йоши          |            |

### Телевидение
| Кино      | Кино                                 | Кино                                    | Кино           | Кино                |
| Год       | Название                             | В оригинале                             | Роль           | Примечания          |
| --------- | ------------------------------------ | --------------------------------------- | -------------- | ------------------- |
| 2014      | Морская полиция: Спецотдел           | NCIS                                    | Лиа            | 1 эпизод            |
| 2014      | Несчастные                           | Star-Crossed                            | Ева Бентон     | 5 эпизодов          |
| 2014      | Месть                                | Revenge                                 | Нико Такеда    | 4 эпизода           |
| 2013      | Гавайи 5.0                           | Hawaii Five-0                           | Эйми Дэвидсон  | 1 эпизод            |
| 2011      | Три дюйма                            | Three Inches                            | Тэсс/Уоттс     | телевизионный фильм |
| 2011      | Два с половиной человека             | Two & A Half Men                        | Пенелопа       | 1 эпизод            |
| 2010      | Квантовый Апокалипсис                | Quantum Apocalypse                      | Линн           | телевизионный фильм |
| 2009—2010 | Мелроуз-Плейс                        | Melrose Place                           | Лорен Янг      | 18 эпизодов         |
| 2008—2009 | Терминатор: Битва за будущее         | Terminator: The Sarah Connor Chronicles | Джесси Флорес  | 10 эпизодов         |
| 2008      | Жизнь на Марсе                       | Life On Mars                            | Майя           | телевизионный фильм |
| 2007      | Звёздный крейсер «Галактика»: Лезвие | Battlestar Galactica: Razor             | Карен Шоу      | телевизионный фильм |
| 2005—2006 | Страна знаний                        | Headland                                | Лилью Тан      | 10 эпизодов         |
| 2001—2002 | Дома и в пути                        | Home & Away                             | Шарлотта Адамс | 85 эпизодов         |
| 2000—2001 | Пицца                                | Pizza                                   | Селина         | 4 эпизода           |
| 2001      | На краю Вселенной                    | Farscape                                | Медсестра Фрой | 1 эпизод            |